# Kim Seol-hyun
Đây là một tên người Triều Tiên, họ là Kim.
Kim Seol-hyun (Hangul: 김설현, Hanja: 金雪炫, Hán-Việt: Kim Tuyết Huyền, sinh ngày 3 tháng 1 năm 1995), thường được biết đến với nghệ danh Seolhyun, là nữ ca sĩ thần tượng, diễn viên, người mẫu người Hàn Quốc, thành viên của nhóm nhạc nữ AOA trực thuộc FNC Entertainment.

## Tiểu sử
Seolhyun sinh ngày 3 tháng 1 năm 1995 tại Bucheon, Hàn Quốc. Cô theo học trường trung học nghệ thuật Gyeonggi và hiện đang theo học tại Đại học Kyung Hee. Cô biết chơi đàn piano từ khi còn nhỏ và có mong muốn, ước mơ trở thành ca sĩ chuyên nghiệp ngay khi còn đang ở ban nhạc của trường. Cô được các quản lý của FNC Entertainment bắt gặp và phát hiện tài năng tại cuộc thi Smart Uniform Model Contest.

## Đời tư
Vào ngày 10 tháng 8 năm 2016, phía công ty của Seolhyun xác nhận rằng cô và nam rapper Zico của nhóm nhạc Block B đã hẹn hò được 5 tháng. Tuy nhiên, đến ngày 27 tháng 9, cặp đôi này đã chính thức xác nhận chia tay.

## Sự nghiệp âm nhạc

### AOA
Ngày 30 tháng 7 năm 2012, cô chính thức ra mắt với tư cách thành viên của AOA trên M! Countdown với single "Angels' Story" cùng ca khúc chủ đề "Elvis". Cô đảm nhận vai trò nhảy chính và gương mặt đại diện của nhóm.

### Hoạt động solo
Trước khi debut, Seolhyun từng đứng thứ 8 trong cuộc thi SMART Model Contest, cũng là lúc cô được quản lý của FNC phát hiện.
Seolhyun xuất hiện trong MV "Severely" của FT Island, được phát hành vào ngày 31 tháng 1 năm 2012.
Vào năm 2012, cô đóng vai phụ trong bộ phim truyền hình "My daughter Seo Young", trong vai Seo Eun-soo.
Ngày 5 tháng 2 năm 2013, Seolhyun và diễn viên Lee Se-Young được chọn làm người mẫu quảng cáo cho thương hiệu chăm sóc da Clean&Clear.
Ngày 23 tháng 4 năm 2013, cô đóng phim truyền hình "Ugly Alert", vào vai con gái út của gia đình Gong Na-ri, có ước mơ trở thành diễn viên. Đây là bộ phim thứ 2 và là vai chính đầu tiên mà cô đóng.
Sau đó, Seolhyun tiếp tục đóng vai chính trong bộ phim "Gangnam Blues", đánh dấu lần đầu xuất hiện trên màn ảnh rộng của cô. Cô đã vượt qua hơn 500 người để được nhận vai Seon-hye, em gái của nhân vật chính Kim Jong-dae (do nam tài tử Lee Min-Ho thủ vai).
Năm 2014, Seolhyun làm người mẫu cho thương hiệu Buckaroo và quần áo thể thao Mizuno Snow Gear.
Seolhyun xuất hiện cùng Kang Min-Hyuk (CNBLUE) và những người khác trong show "Brave Family" của đài KBS, chiếu mỗi tối thứ sáu với 10 tập.
Ngày 10 tháng 2 năm 2015, có thông báo rằng Seolhyun sẽ đóng vai chính trong bộ phim "Orange Marmalade" của đài KBS, bộ phim được phát sóng vào ngày 15 tháng 5 năm 2015, trong phim, Seolhyun vào vai Baek Ma-ri, một ma cà rồng thiếu niên.
Ngày 9 tháng 4 năm 2015, Seolhyun trở thành người mẫu đại diện cho thương hiệu thời trang Enter 6. Vào ngày 30 tháng 4 năm 2015, đã xuất hiện thông tin báo chí không chính thức, cho rằng Seolhyun cùng các nghệ sĩ khác sẽ cùng tham gia vào một chiến dịch quảng cáo của SK Telecom với một bộ phim ngắn mang tên 'Let's Be Strange'. Tháng 5 năm 2015, Seolhyun đã tham gia vào MV debut "Awsome" của nhóm nhạc N.Flying, được phát hành chính thức vào ngày 20 cùng tháng.

## Danh sách phim

### Phim điện ảnh
| Năm  | Tựa đề                             | Vai          | Ghi chú   |
| ---- | ---------------------------------- | ------------ | --------- |
| 2015 | Gangnam Blues                      | Kim Seon-hye | Vai phụ   |
| 2015 | A Murderer's Guide to Memorization | Sol Kyung-gu | Vai chính |
| 2018 | Great batlle                       | Beak-Ha      | Vai phụ   |

### Phim truyền hình
| Năm  | Tựa đề                   | Vai          | Kênh | Ghi chú   |
| ---- | ------------------------ | ------------ | ---- | --------- |
| 2012 | My Daughter Seo Young    | Seo Eun-soo  | KBS2 | Vai phụ   |
| 2013 | Ugly Alert               | Gong Na-ri   | SBS  | Vai chính |
| 2015 | Orange Marmalade         | Baek Ma-ri   | KBS2 | Vai chính |
| 2019 | My Country: The New Age  | Han Hui-Jae  | JTBC | Vai chính |
| 2020 | Awaken                   | Gong Hye-won | tvN  | Vai chính |
| 2022 | Murderer’s Shopping List | Do Ah Hee    | tvN  | Vai chính |

1. ↑  "AOA Profile on FNC Oficial Website".
2. ↑  "Zico, Seolhyun confirm dating rumors". Yonhap News Agency. ngày 10 tháng 8 năm 2016. Truy cập ngày 10 tháng 8 năm 2016.
3. ↑  "Seolhyun (AOA) và Zico (Block B) xác nhận hẹn hò". Đời sống và pháp luật. Bản gốc lưu trữ ngày 11 tháng 8 năm 2016. Truy cập ngày 10 tháng 8 năm 2016.
4. ↑  "FNC's new girl group, AOA, reveals first group photo + more on the mysterious Y".
5. ↑  "AOA's Seolhyun Shines in Predebut Photos". Bản gốc lưu trữ ngày 7 tháng 10 năm 2015. Truy cập ngày 30 tháng 7 năm 2015.
6. ↑  "FT Island Release "Severely" Music Video". Bản gốc lưu trữ ngày 7 tháng 10 năm 2015. Truy cập ngày 30 tháng 7 năm 2015.
7. ↑  "AOA's Seolhyun to play Jungshin's girlfriend in 'My Daughter Seoyoung'".
8. ↑  "AOA's Seolhyun and actress Lee Se Young become the faces of 'Clean & Clear'".
9. ↑  "AOA's Seolhyun cast in new SBS daily drama 'Ugly Alert'".
10. ↑  "This Is Kim Seolhyun's First Movie". Bản gốc lưu trữ ngày 3 tháng 1 năm 2016. Truy cập ngày 30 tháng 7 năm 2015.
11. ↑  "AoA's Seolhyun confirmed to work alongside Lee Min Ho for big screen debut in 'Gangnam Blues'".
12. ↑  "Lee Min Ho Smiled the Brightest When Filming with AOA′s Seolhyun". Bản gốc lưu trữ ngày 7 tháng 10 năm 2015. Truy cập ngày 30 tháng 7 năm 2015.
13. ↑  "Seolhyun shows off her long legs for 'BUCKAROO'".
14. ↑  "AOA 설현, 미즈노 '스노우 기어' 화보서 건강미 매력 발산".
15. ↑  "The 'Brave Family' Travels The World To Learn About New Cultures". Bản gốc lưu trữ ngày 23 tháng 9 năm 2015. Truy cập ngày 30 tháng 7 năm 2015.
16. ↑  "'Brave Family' on KBS World". Bản gốc lưu trữ ngày 7 tháng 10 năm 2015. Truy cập ngày 30 tháng 7 năm 2015.
17. ↑  "Seolhyun To Steal Hearts As A Vampire". Bản gốc lưu trữ ngày 2 tháng 4 năm 2016. Truy cập ngày 1 tháng 8 năm 2015.
18. ↑  "AOA 설현, 엔터식스 모델 되다! AOA 설현과 함께한 지면광고 촬영 현장 후기".
19. ↑  "SK텔레콤, 신규 광고 캠페인 '이상하자' 개시". Bản gốc lưu trữ ngày 7 tháng 10 năm 2015. Truy cập ngày 30 tháng 7 năm 2015.
20. ↑  "[스타뉴스]엔플라잉(N.Flying), AOA 설현이 출연하는 데뷔곡 '기가 막혀' MV 티저 영상 공개..'육감적인 자태 눈길".